# Thái Lệ Tân
Thái Lệ Tân (tiếng Trung giản thể: 蔡丽新, bính âm Hán ngữ: Cài Lìxīn, sinh tháng 10 năm 1971, người Hán) là nữ chính trị gia nước Cộng hòa Nhân dân Trung Hoa. Bà là Ủy viên dự khuyết Ủy ban Trung ương Đảng Cộng sản Trung Quốc khóa XX, hiện là Thường vụ Khu ủy, Phó Bí thư Đảng tổ, Phó Chủ tịch thường vụ Quảng Tây.
Thái Lệ Tân là đảng viên Đảng Cộng sản Trung Quốc, học vị Cử nhân Chính trị học, Thạc sĩ Khoa học quản lý, Tiến sĩ Luật học. Bà có sự nghiệp gần 30 năm công tác ở quê nhà ở Giang Tô trước khi được điều chuyển tham gia lãnh đạo Quảng Tây.

## Xuất thân và giáo dục
Thái Lệ Tân sinh vào tháng 10 năm 1971 tại địa cấp thị Vô Tích, tỉnh Giang Tô, Cộng hòa Nhân dân Trung Hoa. Bà lớn lên và tốt nghiệp cao trung ở Vô Tích, thi cao khảo vào năm 1990, đỗ Đại học Tô Châu, nhập học hệ chính trị vào tháng 9 cùng năm, rồi tốt nghiệp cử nhân chuyên ngành giáo dục tư tưởng chính trị vào tháng 8 năm 1994. Trong quá trình học, bà được kết nạp Đảng Cộng sản Trung Quốc vào tháng 10 năm 1992 khi là sinh viên năm 3. Sau khi tốt nghiệp 2 năm, bà trở lại trường Tô Châu để theo học chương trình cao học tại chức về quản lý hành chính, nhận bằng Thạc sĩ Khoa học quản lý vào tháng 12 năm 2001. Tiếp tục 2 năm sau, bà là nghiên cứu sinh tại chức sau đại học về lý luận chính trị ở Trường Quản lý công cộng và Chính trị của Đại học Tô Châu, trở thành Tiến sĩ Luật học vào tháng 6 năm 2006.

## Sự nghiệp

### Giang Tô
Tháng 8 năm 1994, sau khi tốt nghiệp Đại học Tô Châu, Thái Lệ Tân được phân về quận Bình Giang của Tô Châu, bắt đầu công tác ở vị trí thư ký của Văn phòng Quận ủy. Sang tháng 11 năm sau, bà chuyển cơ quan tới Đoàn Thanh niên Cộng sản Trung Quốc quận Bình Giang, nhậm chức Phó Bí thư Quận đoàn, tiếp tục công tác 1 năm cho đến tháng 7 năm 1996 thì được điều về nhai đạo Bì Thị của Bình Giang làm Phó Chủ nhiệm Văn phòng nhai đạo này. Đến cuối năm, bà được bầu làm Bí thư Quận đoàn Bình Giang, rồi thăng chức làm Phó Bí thư Thị đoàn Tô Châu từ tháng 6 năm 1997, và là Bí thư Thị đoàn sau đó 6 năm vào tháng 5 năm 2003. Tháng 6 năm 2006, sau hơn 10 năm công tác thanh niên ở Tô Châu, Thái Lệ Tân được bổ nhiệm làm Phó Bí thư Quận ủy, Quận trưởng Bình Giang. Bà giữ vị trí này 5 năm cho đến tháng 9 năm 2011 thì được chỉ định vào Ủy ban Thường vụ Thị ủy Tô Châu, phân công làm Bộ trưởng Bộ Tuyên truyền Tô Châu. Vào tháng 6 năm 2015, bà được điều lên Chính phủ Nhân dân tỉnh Giang Tô, nhậm chức Chủ nhiệm Văn phòng Tin tức Internet Giang Tô, kiêm Phó Bộ trưởng Bộ Tuyên truyền Tỉnh ủy Giang Tô. Sang tháng 10 năm 2016, bà được điều về thủ phủ Nam Kinh, vào Ủy ban Thường vụ Thành ủy, giữ chức Bộ trưởng Bộ Tuyên truyền Thành ủy Nam Kinh, công tác ở đây hơn nửa năm cho đến tháng 3 năm 2017 thì tới địa cấp thị Hoài An làm Phó Bí thư Thị ủy, Thị trưởng. Bà được thăng chức là Bí thư Thị ủy, Chủ nhiệm Ủy ban Thường vụ Nhân đại Hoài An từ cuối năm 2019. Ở Hoài An, bà ứng cử và trúng cử là đại biểu Đại hội Đại biểu Nhân dân toàn quốc khóa XIII của Giang Tô, nhiệm kỳ 2018–23.

### Quảng Tây
Tháng 2 năm 2021, sau gần 30 năm công tác ở quê nhà Giang Tô, Thái Lệ Tân được điều tới Quảng Tây, nhậm chức Phó Chủ tịch, Thành viên Đảng tổ Chính phủ Nhân dân khu tự trị dân tộc Tráng Quảng Tây. Tới ngày 29 tháng 11 cùng năm, bà được bầu vào Ủy ban Thường vụ Khu ủy Quảng Tây, được phân công làm Phó Bí thư Đảng tổ Chính phủ, Phó Chủ tịch thường vụ khu tự trị này. Cuối năm 2022, bà tham gia Đại hội Đảng Cộng sản Trung Quốc lần thứ XX từ đoàn đại biểu Quảng Tây. Trong quá trình bầu cử tại đại hội, bà được bầu là Ủy viên dự khuyết Ủy ban Trung ương Đảng Cộng sản Trung Quốc khóa XX.